# William Hare, 3. Earl of Listowel
William Hare, 3. Earl of Listowel (* 29. Mai 1833; † 5. Juni 1924) war ein anglo-irischer Peer und liberaler Politiker. 1837 bis 1856 führte er den Höflichkeitstitel Viscount Ennismore.

## Leben
Er ist der älteste Sohn von William Hare, 2. Earl of Listowel, und seiner Frau Maria Augusta Windham. Er studierte am Eton College. Beim Tod seines Vaters 1856 erbte er dessen Adelstitel.
1869 wurde für ihn der erbliche Titel Baron Hare, of Connamore in the County of Cork, in der Peerage of the United Kingdom geschaffen. Im Gegensatz zu seinen ererbten Titel, die sämtlich zur Peerage of Ireland gehören, war mit diesem Titel ein automatischer Sitz im House of Lords verbunden. Während der zweiten Regierung des Premierministers William Ewart Gladstone diente er im House of Lords 1880 zeitweise als Whip der Regierung (Lord-in-Waiting). 1873 wurde er als Knight Companion in den Order of St. Patrick aufgenommen.

## Ehe und Nachkommen
Am 31. August 1865 heiratete er Ernestine Mary Brudenell-Bruce, Tochter des Ernest Brudenell-Bruce, 3. Marquess of Ailesbury. Mit ihr hatte er vier Kinder:
- Margaret Ernestine Augusta Hare († 1951)
- Beatrice Mary Hare († 1960)
- Richard Granville Hare, 4. Earl of Listowel (1866–1931)
- Charles Ambrose Hare (1875–1885)